# Adesmia occulta
Adesmia occulta är en ärtväxtart som först beskrevs av Robert Elias Fries, och fick sitt nu gällande namn av Arturo Erhardo Erardo Burkart. Adesmia occulta ingår i släktet Adesmia och familjen ärtväxter. Inga underarter finns listade i Catalogue of Life.